# Mohammad Yazdi
Mohammad Yazdi (in persiano محمد یزدی‎) (Esfahan, 2 luglio 1931 – Qom, 9 dicembre 2020) è stato un politico iraniano.

## Biografia
Mohammad Yazdi è nato nel 1931 da una famiglia religiosa a Esfahan. Lo sceicco Ali Yazdi, suo padre, era uno studente dello sceicco Abdul Karim Haeri.
All'inizio Yazdi imparò la lingua persiana da suo padre e poi andò a Maktab. Quando andò a Qom, risiedette alla scuola Feyziyeh e frequentò corsi religiosi guidati da studiosi del calibro di Mohammad Ali Araki, Sheikh Muhammad Taqi Amoli, Mohammad Shahroudi, Sayyid Hossein Tabataba'i Borujerdi e Ruhollah Khomeyni. Mohammadi è stato esiliato dalla SAVAK molte volte a Bandar Lengeh, Bushehr e Rudbar.
Dopo che Khomeyni divenne capo spirituale e politico della Repubblica iraniana, Yazdi servì come presidente della Corte Suprema. Rimase in carica per un decennio, prima di venire sostituito da molti anni prima di essere sostituito da Mahmoud Hashemi Shahroudi. È stato membro dell'Assemblea degli Esperti (e ne ha ricoperto la presidenza) e ha ricoperto due volte il ruolo di parlamentare.

## Opere
Yazdi ha scritto diversi libri in inglese e persiano come Your missing, Answers of Mardooq's accusations e Imamah in shia Islam.